# Hemiballisme
Hemiballisme er voldsomme og slyngende bevægelser, der er uregelmæssige og som afficerer den ene side. Det kan ikke skelnes klart fra svær chorea.